# 仁義村
仁義村（にんぎむら）は、和歌山県海草郡にあった村。現在の海南市下津町の東部、阪和自動車道・下津インターチェンジの東側一帯にあたる。

## 地理
- 山岳：飯盛山、熊尾寺山、鏡石山
- 河川：加茂川

## 歴史
- 1889年（明治22年）4月1日 - 町村制の施行により、海部郡曽根田村・百垣内村・引尾村・興村・笠畑村の区域をもって仁義村が発足。
- 1896年（明治29年）4月1日 - 郡の統合により所属郡が海草郡に変更[1]。
- 1955年（昭和30年）2月1日 - 下津町・大崎町・塩津村・加茂村と合併し、改めて下津町が発足。同日仁義村廃止。